# Домбковиці-Гурне
Домбковиці-Гурне (пол. Dąbkowice Górne) — село в Польщі, у гміні Лович Ловицького повіту Лодзинського воєводства.
Населення — 219 осіб (2011).
У 1975-1998 роках село належало до Скерневицького воєводства.

## Демографія
Демографічна структура станом на 31 березня 2011 року:
|          | Загалом | Допрацездатний вік | Працездатний вік | Постпрацездатний вік |
| -------- | ------- | ------------------ | ---------------- | -------------------- |
| Чоловіки | 105     | 23                 | 69               | 13                   |
| Жінки    | 114     | 29                 | 56               | 29                   |
| Разом    | 219     | 52                 | 125              | 42                   |